# Mayte Carrasco
Mayte Carrasco (Tarrasa, Barcelona, España 10 de octubre de 1974) es una periodista, directora de documentales y novelista española, especializada en conflictos bélicos y temas de Derechos Humanos. Además de fundadora y CEO de The Big Story Films. Ha sido corresponsal de guerra desde 2008 y ha cubierto los conflictos bélicos y sociales más peligrosos de la última década.   

## Biografía
Es Licenciada en Ciencias de la Comunicación, especialidad Periodismo de la Universidad Autónoma de Barcelona (UAB). Tiene máster en Estudios para La Paz de la Cátedra UNESCO de Filosofía para La Paz (UJI), y estudios de Relaciones internacionales, especialidad Resolución de Conflictos en la Universidad de Reading (UK).
Comenzó trabajando en la Agencia EFE en Granada en 1994; en 1999 fue reportera de Informativos Telecinco en Almería, y más tarde en Barcelona. En 2004 trabajó en Euronews y en 2005 comenzó corresponsalía en París y más tarde en Moscú para varios medios españoles e internacionales, como Mediaset España, El País, Público, La Nación Argentina, Canal Plus Francia, DPA o Die Welt. Desde 2008 cubre conflictos armados alrededor del mundo; fue testigo de todas las revueltas árabes y destacó por su valiente cobertura de la guerra civil en Siria en 2012. Ha recibido más de siete premios nacionales por su trabajo como reportera de guerra, entre ellos el del Centro Internacional de Prensa (CIP) o el Premio IRIS de la Academia de las Artes y las Ciencias de TV. 
Es considerada experta en temas del mundo árabe y yihadismo dando su opinión, adquirida directamente en los diferentes conflictos y por lo que ha sido amenazada de muerte en las redes sociales.

## Conflictos bélicos cubiertos
- Conflicto en el norte de Malí
- Guerra civil siria
- Guerra de Libia de 2011
- Revolución egipcia
- Guerra en Irak contra ISIS 2016
- Guerra de Afganistán
- Guerra de Osetia del Sur de 2008
- Conflicto en Colombia 2019
- Conflicto en Venezuela, 2014

## Libros
- La Kamikaze ISBN 9788499703053[3]
- Queremos saber ISBN 9788499922256[4]
- Estaré en el paraíso (ebook) ISBN 9788499922584[5]
- Espérame en el Paraíso ISBN 9788401347078[6]

## Filmografía
| Título                       | Formato                                                  | Rol                       | Año  | País      |
| ---------------------------- | -------------------------------------------------------- | ------------------------- | ---- | --------- |
| El Guernica sirio            | Documental, Movistar Plus                                | Directora y guionista     | 2022 | España    |
| Afganistán, la tierra herida | Miniserie Documental de TV - Coproducción internacional. | Codirectora y coguionista | 2020 | Alemania  |
| Fragmentos                   | Documental corto, OIM, Museo Nacional de Colombia        | Directora y guionista     | 2019 | Colombia  |
| Survival in Caracas          | Documental corto, ZDF                                    | Codirectora y guionista   | 2014 | Venezuela |
| Matadoras                    | Documental (60 min) - RTVE                               | Guionista                 | 2015 | España    |
| ISIS killer's schools        | Documental corto (15 min) Zenith - Die Welt              | Directora y guionista     | 2016 | Irak      |
| Granada Folk's hero          | Documental corto, ARTE Re                                | Directora y guionista     | 2016 | España    |
| Mali, Al Qaeda's Lair        | Documental corto, Sky TG24                               | Directora y guionista     | 2010 | Mali      |

## Premios
- Premio FEM CINE para corto dirección y guion Corto Documental (Fragmentos, Colombia 2019) Festival Internacional de Cine de Ibiza.[8][9]
- Premio Iris Especial por su cobertura del conflicto de Siria.[10]
- Premio "Emilio Castelar" y Mención Espacial, para la Defensa de la Libertad de los pueblos. (2014).[11]
- Mejor corresponsal en el extranjero, del Club Internacional de Prensa (CIP) 2012.[12]
- Premio Ones, mención Mare Terra, de la Fundació Mediterrani por su trayectoria profesional, 2012.[13]
- Premio a la carrera profesional y defensa derechos de las mujeres, del Club de las 25[14]
- Premio a la Profesionalidad, de la Asociación de Empresarias y Profesionales de Valencia/ Business Professional Women (evap/BPW valencia)[15]

## Docente
Mayte Carrasco ha sido profesora en varias Universidades, centrando el contenido de sus lecciones en cómo los medios de comunicación pueden contribuir mejor a la construcción de La Paz. Ha impartido clases en Science Po (Francia), Casa Árabe, La Casa Encendida, máster de La Paz de la UJI, Universidad Euroárabe, y otras. 
- Guerras y periodismo: los retos de los medios en la construcción de la paz[16]
- El balance de la revolución Árabe[17]